# Karl Wegeler
Karl Julius Wegeler (* 18. März 1885 in Koblenz; † 28. Januar 1945 in Russland) war ein deutscher Jurist und preußischer Landrat des Kreises Mayen (1918/27). Während des Zweiten Weltkrieges war er ab 1940 übergangsweise Polizeipräsident in Kassel und im Zuge der deutschen Besetzung Polens von 1942 bis 1945 beim Polizeipräsidenten in Litzmannstadt eingesetzt.

## Leben
Wegeler war ein Sohn des Kaufmanns Carl Clemens Wegeler und dessen Ehefrau Marie Theresia Wegeler, geb. Ladner. Nach dem Besuch des Gymnasium Traben-Trarbach absolvierte von er von 1905 bis 1908 in Heidelberg und Bonn ein Studium der Rechtswissenschaften. In Heidelberg gehört Wegeler 1905 dem Corps Rhenania Heidelberg an.
Nach Ablegung des ersten Staatsexamens am 17. August 1908 zum Gerichtsreferendar ernannt und zugleich für den Staatsdienst vereidigt, folgte mit Ablegung des zweiten Staatsexamens und unter Wechsel in die Preußische Verwaltung des Innern im Mai 1914 die Ernennung zum Regierungsassessor. Nachfolgend als Hilfsarbeiter bei den Landratsämtern Fischhausen bzw. ab November 1918 in Ahrweiler beschäftigt, wurde Wegeler im April 1919 zum kommissarischen Landrat des Kreises Mayen ernannt, nach seiner Wahl durch den Kreistag vom 24. Oktober 1919 folgte die definitive Bestallung am 18. Mai 1920 mit Wirkung zum 1. Juni 1920.
Von 1923 bis zum 27. August 1924 durch die Interalliierte Rheinlandkommission ausgewiesen, wurde Wegeler am 26. April 1927 und unter gleichzeitiger Ernennung zum Regierungsrat von seinem Amt in Mayen abberufen. Als Grund wurden mangelnde Initiative, eine unzureichende Bindung zur örtlichen Bevölkerung und das Fehlen „jedes positiven Eintretens für den republikanischen Staat und seine Symbole“ angeführt.
Zur Regierung Kassel versetzt, waren mit Beginn der Zeit des Nationalsozialismus seine nächsten Dienststationen ab dem 9. März 1933 das Polizeipräsidium Duisburg-Hamborn, wo er 1935 auch zum Oberregierungsrat befördert wurde. Im gleichen Rang kehrte er im August 1935 zu seiner vorherigen Dienststelle in Kassel zurück. Im Frühjahr 1940 wechselte er dort von der Regierung, als Polizeipräsident an das Polizeipräsidium Kassel. Zuletzt war er ab 1942 beim Polizeipräsidenten in Litzmannstadt eingesetzt. Im Januar 1945, neun Tage nachdem die Rote Armee die Stadt erreicht hatte, wurde Wegeler in Russland erschlagen.

## Familie
Der Katholik Karl Wegeler heiratete am 15. April 1921 in Koblenz Rosalie Katharina Erna Stahlschmid (* 2. Juli 1894 in Ferndorf).